# Rochester Women’s Rights Convention of 1848

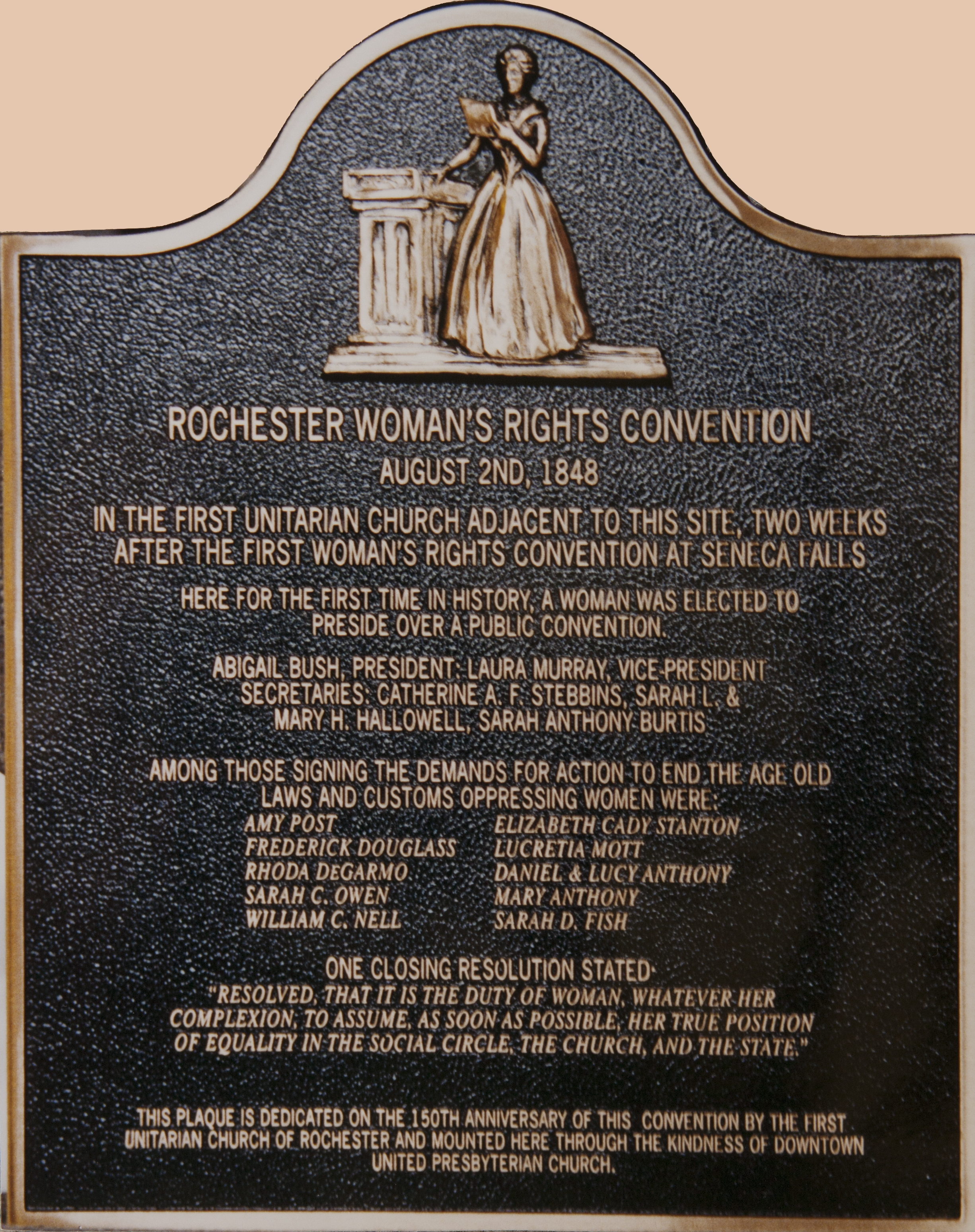
Gedenktafel für die Rochester Women's Rights Convention von 1848

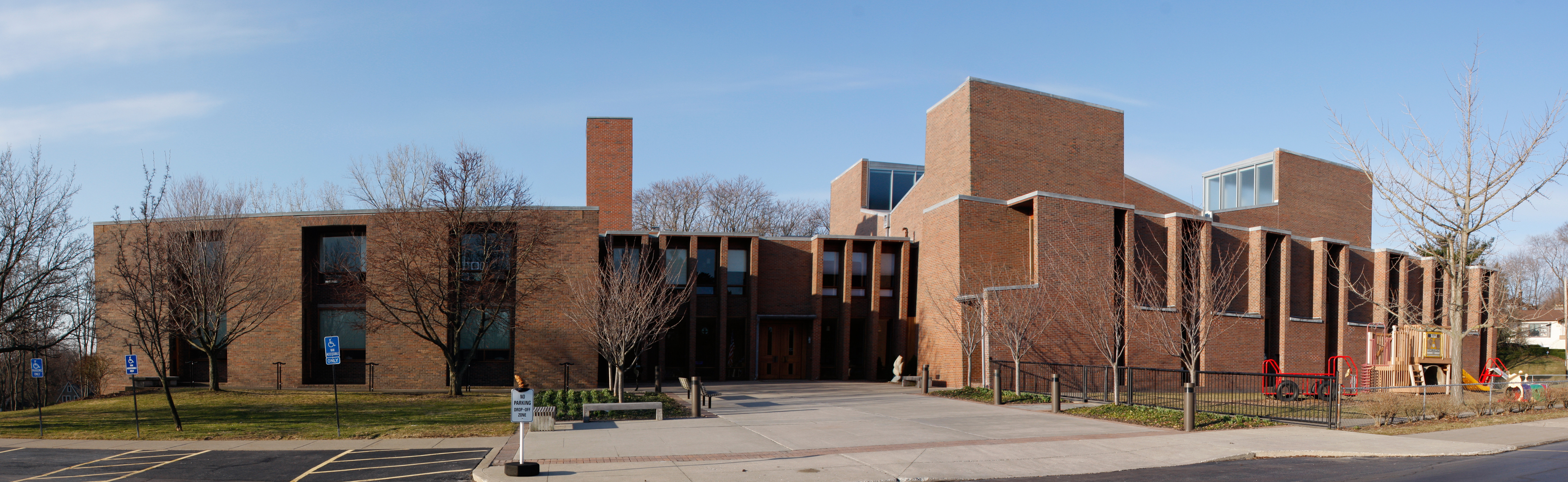
Der Ort der Convention im Jahr 2011

Die Rochester Women’s Rights Convention of 1848 (deutsch Frauenrechte-Versammlung von 1848 in Rochester) fand am 2. August 1848 in Rochester im Westen des Staates New York statt. Viele der Organisatoren hatten an der Seneca Falls Convention teilgenommen, der ersten Frauenrechte-Zusammenkunft, die zwei Wochen zuvor in Seneca Falls (New York), einem kleinen nicht weit entfernten Ort, stattgefunden hatte. Weil sie eine Art Fortsetzung war, nennt man sie auch „Adjourned Convention in Rochester“.
Die Versammlung von Rochester wählte eine Frau, Abigail Bush, zur Versammlungsleiterin. Es war das erste Mal, dass in den Vereinigten Staaten eine öffentliche Versammlung, die aus Männern und Frauen bestand, so verfuhr. Dieser umstrittene Schritt wurde sogar von einigen der führenden Teilnehmer für falsch gehalten. Die Versammlung billigte die Declaration of Sentiments, die in der Seneca Falls Convention verabschiedet worden war, einschließlich der umstrittenen Forderung des Frauenwahlrechts. In ihr wurden auch die Rechte der arbeitenden Frauen diskutiert und es wurden Schritte getan, die zur Gründung eines örtlichen Vereins zur Unterstützung dieser Rechte führten.

## Geschichte

### Hintergrund
Frühe Frauenrechtlerinnen hatten sich mit der vorherrschenden Anschauung herumzuschlagen, dass eine Frau verpflichtet war, ihren Ehemann oder einen anderen männlichen Verwandten in öffentlichen Angelegenheiten für sich und ihre Sache sprechen zu lassen. Es gab eine erbitterte Gegnerschaft gegen die Idee, dass Frauen ihre Meinungen vor „promiscuous audiences“ (vermischtem Publikum) äußern durften. Diese Bezeichnung wurde den Versammlungen gegeben, in denen sowohl Frauen wie Männer anwesend waren. 1837 gab die „Congregational Church“ von Massachusetts, die in diesem Staat viel Einfluss hatte, einen Hirtenbrief für alle Gemeinden heraus, der diese Praxis scharf verurteilte, mit dem Argument, dass dies die „weibliche Persönlichkeit mit weitreichendem und dauerndem Makel“ beflecken würde.
Trotz dieser Gegnerschaft bestand eine kleine aber wachsende Gruppe von Frauen auf dem Recht zur öffentlichen Rede, besonders wenn es um ihre Gegnerschaft zur Sklaverei ging. Einige männliche Abolitionisten waren für dieses Auftreten, während andere sich weigerten, ein solches zu akzeptieren. Streitereien über die Rolle der Frauen waren die Ursache für eine Störung in der Abolitionismus-Bewegung und auch für eine Spaltung in der Versammlung von 1848.

### Die Versammlung

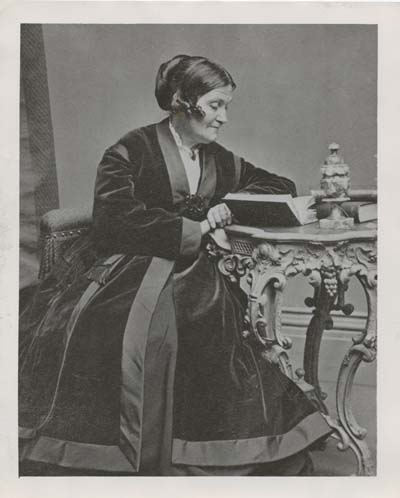
Abigail Bush

Zwei Wochen nach der Seneca Falls Convention organisierten einige der Teilnehmerinnen eine Folgeversammlung in Rochester, einer Stadt, die nicht weit westlich davon liegt und der Wohnort von einigen Reformaktivistinnen war. Wie die vorausgehende Versammlung war die in Rochester für alle zugänglich, die sich dafür interessierten. Lucretia Mott, die in Seneca Falls so eindrücklich gesprochen hatte, war in der Gegend geblieben, um auch an dieser Folgeveranstaltung teilnehmen zu können.
Schon am Vortag hatten sich die Veranstalter getroffen, um eine Veranstaltungsleitung aufzustellen; in Uneinigkeit schlug man als Präsidentin Abigail Bush vor. Am 2. August 1848 begann die Versammlung in der „First Unitarian Church of Rochester“, die total überfüllt war. Amy Post eröffnete die Zusammenkunft und verlas die Namen des vorgeschlagenen Veranstaltungskomitees. Von mehreren Damen wurde das Präsidium einer Frau abgelehnt, man erachtete dies als ein zu großes Risiko. In der Seneca Falls Convention war man noch bei der Tradition eines männlichen Präsidenten und Leiters geblieben. Aber trotz der Einwände der prominentesten Teilnehmerinnen wählte die Rochester Convention Abigail Bush zur Präsidentin. Das war ein historisches Ereignis: Zum ersten Mal in der Geschichte der Vereinigten Staaten stand eine Frau einer Versammlung vor, die sich aus Männern und Frauen zusammensetzte.
Sie leitete das Treffen in einer kompetenten Art und Weise und zerstreute schnell die Zweifel über die Weisheit dieser Ernennung durch die Versammlung. Und dies bedeutete auch das Ende der Einschätzung, dass Frauen bei ihren Treffen einen Mann als Vorsitzenden nötig hätten. Vier Jahre später war Mott selbst die Präsidentin bei der „Third National Women's Rights Convention in Syracuse“.
Die Versammlung billigte ganz schnell die Declaration of Sentiments, die in der Seneca Falls Convention verabschiedet worden war, einschließlich der Forderung des Frauenwahlrechts. Es fand auch eine Diskussion über die Rechte der arbeitenden Frauen statt. Dabei ging es um gleiche Bezahlung für gleiche Arbeit. Eine Frau namens Roberts wurde beauftragt, ein Komitee zu schaffen, um die Bedingungen der Arbeiterinnen in Rochester zu untersuchen. Nach der Versammlung gründete sie die „Woman’s Protection Union“ in Rochester.

### Zeitungsecho
Zeitungen in anderen Städten und Gemeinden waren ziemlich feindlich eingestellt gegenüber der Frauenrechtsbewegung, die Berichterstattung der örtlichen Zeitungen war unterschiedlich. Der Rochester Democrat sagte, „dies sei eine bemerkenswerte Versammlung gewesen ... Eine große Bemühung habe es gegeben, einige neue, nicht praktikable, absurde und lächerliche Vorschläge zu machen, und je größer die Absurdität, desto besser“. Er billigte jedoch die Schritte, die die Versammlung ergriffen hatte, um die Beschwernisse der Arbeiterinnen zu erleichtern.
Der Daily Advertiser von Rochester machte einige Standardbemerkungen über Männer, die Petticoats trügen, und Frauen, die die Hosen anhätten. Aber er hielt zustimmend fest, dass die Diskussionen der Versammlung eine Tendenz zu wirkungsvollen Gerichtsauftritten (forensic efforts) gezeigt hätten, die selten übertroffen worden wären.

### Zusatzinformation
Viele Veranstalter der Versammlung gehörten zu einer Gruppe von Quäker-Dissidenten, die begonnen hatten, sich der „First Unitarian Church of Rochester“ anzuschließen, wo ja diese Versammlung stattfand. Zu dieser Gruppe gehörte die Familie von Daniel und Lucy Anthony, deren Tochter Susan B. Anthony später zur bekanntesten Führerin der amerikanischen Frauenrechtsbewegung aufstieg.

### „Adjourned Convention in Rochester“ und die Folgen
In der History of Woman Suffrage, dem ersten Band, der 1881 von Elizabeth Cady Stanton, Susan B. Anthony and Matilda Joslyn Gage verfasst worden war, wurde gesagt, dass die Teilnehmerinnen in der Seneca Falls Convention wussten, dass sie noch mehr zu diskutieren hatten. Deshalb vertagten (adjourned) sie sich, um sich in Rochester zwei Wochen später zu treffen. Aus diesem Grund wird sie auch die „Adjourned Convention in Rochester“ genannt
Die nächste Frauenrechte-Versammlung nach Rochester war die in Salem (Ohio) im April 1850, die als „Ohio Women's Convention at Salem in 1850“ bezeichnet wird.
Die erste in der Serie der „National Women's Rights Conventions“ trat in Worcester (Massachusetts) im Oktober 1850 zusammen.